# Florenslistan
Florenslistan, Florenslängden eller Florensdokumentet är en avskrift i Biblioteca Medicea Laurenziana i Florens från omkring 1119–1124, som ursprungligen ingick  i en påvlig skrivelse från 1103. Avskriften är troligen författad av en benediktinermunk i Italien och den trycktes först 1866. Vetenskapliga kommentarer har gjorts av Sven Tunberg (1913), Arne Palmqvist (1961), Tore Nyberg (1991) och Christian Lovén (2020).
Listan är en förteckning över franska, spanska, polska och skandinaviska biskopssäten. I listan nämns arton skandinaviska städer: åtta i Danmark, tre städer i Norge, sju städer i Sverige. Därutöver nämns femton landskap, lat. Nomina insularum de regno sueuorum, sv. "namn på öar i svearnas kungarike".
Forskare har sett Florenslistan som en förteckning över etablerade svenska stift vid 1100-talets början, men även som en lista inför en planerad indelning. En hypotes är att en konkurrenssituation förelåg mellan Sigtuna och Uppsala, att Sigtuna stod ärkebiskopen i Lund och därmed Rom nära medan biskopen i Uppsala som hade utnämnts av ärkebiskopen av Hamburg-Bremen därmed var förbunden med den kejserliga tyska kyrkan.

## Ärkebiskopsätet i Lund
- Lund
- Roskilde
- Odense
- Hedeby
- Ribe
- Århus
- Viborg
- Børglum

## Biskopsäten i Norge
- Oslo
- Bergen
- Nidaros

## Biskopssäten i Sverige
- Scara
- Liunga kaupinga
- Tuna
- Strigines
- Sigituna
- Arosa

## Landskap i svearnas kungarike
- Gothica australis[4]
- Gothica occidentalis
- Guasmannia
- Sundermannia
- Nerh
- Tindia
- Fedundria
- Atanht
- Gutlandia
- Guarandia
- Findia (Finnveden eller Finland)
- Hestia (Gästrikland eller Estland)
- Helsingia
- Guarmelande
- Teuste